# Фирмани, Фабио
Фа́био Фирма́ни (итал. Fabio Firmani; 26 мая 1978, Рим) — итальянский футболист, полузащитник.

## Карьера
Фабио Фирмани начал карьеру в клубе «Лодиджани». Через год он перешёл в «Виченцу», проведя в команде 5 лет, с перерывом в сезон, где Фирмани играл на правах аренды в Реджине. 26 января 1997 года он провёл свой первый матч в серии А против «Фиорентины». В сезоне 1997/98 Фирмани забил мяч в матче Кубке Кубков против «Роды».
В 2001 году Фирмани перешёл в «Кьево», но в том же сезоне был отдан в аренду в «Болонью». Сезон 2002/03 Фирмани начал в «Венеции», за которую провёл 21 игру. В следующем сезоне он перешёл в «Катанию», где завоевал место в основном составе команды. В «Катании» Фирмани провёл 2 года, сыграв в 39 матчах.
Зимой 2005 года Фирмани перешёл в «Лацио», где должен был заменить в составе Джулиано Джанникедду. В середине первого сезона в команде Фабио получил травму из-за чего пропустил остаток сезона. В следующем сезоне он получил рецидив повреждения и сыграл только 7 игр в серии А, в которых забил 7 голов. Один из этих голов он забил 25 ноября 2007 года в ворота «Пармы», принеся победу в матче, посвящённом убитому болельщику группировки «Курва Норд» и другу Фирмани, Габриеле Сандри.
В начале 2009 года Фирмани был арендован клубом из ОАЭ, «Аль-Васл». В июне 2009 года Фирмани вернулся в «Лацио». 13 декабря он забил гол, принёсший его клубу победу над «Дженоа».
В феврале 2011 года отказался продлевать контракт с «Лацио» и на правах свободного агента присоединился к команде китайской Суперлиги «Шэньси Чаньба».

## Достижения
- Обладатель Кубка Италии: 1997
- Чемпион Европы (до 20): 2000
- Обладатель Суперкубка Италии: 2009